# Cumpas
Cumpas este un municipiu în munincipalitatea Cumpas, statul Sonora, Mexic.
1. ↑  Institutul național de statistică, geografie și informatică